# Stiptopodius gaillardi
Stiptopodius gaillardi là một loài bọ cánh cứng trong họ Bọ hung (Scarabaeidae).